# Huang Daopo
Huang Daopo (黃道婆, 1245-1330), aussi appelée Huang Po ou Huang Qiao'er, est une figure semi-légendaire chinoise de la dynastie Yuan qui aurait grandement contribué au développement des techniques de tissage et de filature, établissant ainsi les premières fondations de l'industrie textile chinoise et même de tout l'Extrême-Orient.
Huang Daopo est considérée comme l'un des grands noms de Chine bien que l'on sache peu de choses de la vie de cette femme.

## Biographie
Issu d'une famille pauvre, Huang Daopo est née dans le district de Songjiang à Shanghai et est vendue à 12 ans à une famille de la région comme il est courant à cette époque. Elle est « enfant mariée » (tongyangxi) et, ne supportant plus les mauvais traitements de cette famille, elle fuit en perçant le toit de chaume de la maison et se cache dans un bateau à quai sur la rivière Huangpu qui la dépose sur l'île de Hainan à l'extrême-sud de la Chine. Elle y rencontre le peuple Li qui l'accueille à bras ouverts. Huang Daopo reste sur place une trentaine d'années et apprend les techniques de tissage et de filature locales qui bénéficient d'un climat propice à la culture du coton, qu'elle apprend également à planter.
De retour à Shanghai, elle diffuse ces nouvelles techniques qui se répandent rapidement dans toute la Chine. Elle conçoit également à cette époque des machines textiles d'une grande efficacité comme une égreneuse de coton à deux rouleaux et un arc d'ébouriffage amélioré. Elle crée l'outil textile le plus avancé de l'époque, une pédale qui actionne une roue où sont disposées trois bobines de fil. Combinant les techniques des Li avec celles des Han, elle produit des textiles comme les « draps de Wunijing » décorés de différents motifs.

## Postérité
Après sa mort, Huang Daopo est inhumée près de la ville de Wunijing et une chanson populaire apparait peu après qui dit : « Grand-mère Huang, grand-mère Huang, tu m’inities à la filature, tu m’apprends à tisser, avec deux bobines de fil et deux pièces d’étoffe... ».
Le cratère vénusien Huang Daopo a été nommé en son honneur et un mémorial en sa mémoire a été fondé en 2003. La série TV chinoise A Weaver on the Horizon (en) de 2010 est basée sur la vie de Huang Daopo qui est interprétée par Janine Chang.